# Xanthesma
Xanthesma is een geslacht van vliesvleugelige insecten uit de familie Colletidae.

## Soorten
- X. argosomata Exley, 1969
- X. baringa (Exley, 1978)
- X. blanda (Smith, 1879)
- X. brachycera (Cockerell, 1914)
- X. clara (Exley, 1974)
- X. clethrosema (Exley, 1969)
- X. clypearis (Michener, 1965)
- X. chrysea (Exley, 1969)
- X. dasycephala Exley, 1969
- X. deloschema (Exley, 1969)
- X. eremica (Exley, 1969)
- X. euxesta (Exley, 1969)
- X. evansi (Michener, 1965)
- X. fasciata (Exley, 1969)
- X. federalis (Michener, 1965)
- X. flava Michener, 1965
- X. flavicauda (Michener, 1965)
- X. foveolata (Exley, 1978)
- X. furcifera (Cockerell, 1913)
- X. hirsutoscapa (Exley, 1969)
- X. infuscata (Exley, 1978)
- X. isae (Exley, 1978)
- X. lasiosomata Exley, 1969
- X. levis (Exley, 1978)
- X. lucida (Exley, 1974)
- X. lukinsiana (Exley, 1969)
- X. lutea Exley, 1969
- X. maculata (Smith, 1879)
- X. megacephala (Exley, 1974)
- X. megastigma (Exley, 1978)
- X. melanoclypearis (Exley, 1969)

- X. merredensis Exley, 1974
- X. micheneri Exley, 1978
- X. newmanensis (Exley, 1978)
- X. nigrior Michener, 1965
- X. nukarnensis (Exley, 1974)
- X. parva Exley, 1969
- X. perpulchra (Cockerell, 1916)
- X. primaria (Michener, 1965)
- X. robusta (Exley, 1978)
- X. scutellaris (Michener, 1965)
- X. sigaloessa (Exley, 1969)
- X. stagei (Exley, 1969)
- X. striolata (Exley, 1978)
- X. trisulca Exley, 1969
- X. tuberculata (Exley, 1978)
- X. villosula (Smith, 1879)
- X. vittata Exley, 1969